# Timagimi
Timagimi, jedna od nekadašnjih lokalnih skupina Chippewa Indijanaca s jezera Timagimi iz kanadske provincije Ontario. Spominje ih J. R. Swanton.